# Martin Falter
Martin Falter (* 27. listopadu 1983, Ostrava) je český bývalý profesionální hokejový brankář. Kariéru ukončil 27.7.2018 ve 34 letech. Od sezony 2020/21 působí jako trenér brankářů HC Olomouc.

## Hráčská kariéra
- 2001-02 HC Vítkovice, HC Slezan Opava
- 2002-03 HC Vítkovice, HC Slezan Opava, HC Ytong Brno
- 2003-04 HC Vítkovice, HC Havířov Panthers
- 2004-05 HC Košice, HK 32 Liptovský Mikuláš
- 2005-06 HK 32 Liptovský Mikuláš
- 2006-07 HK 32 Liptovský Mikuláš
- 2007-08 HK 32 Liptovský Mikuláš
- 2008-09 MHk 32 Liptovský Mikuláš
- 2009-10 HK 36 Skalica, Torpedo Nižnij Novgorod
- 2010-11 HC Vagnerplast Kladno, HC Berounští Medvědi
- 2011-12 HC Sparta Praha, IHC Písek, HC Slovan Ústečtí Lvi
- 2012-13 HC Kometa Brno
- 2013-14 HC Kometa Brno
- 2014-15 HC Kometa Brno
- 2015-16 HC Kometa Brno
- 2016-17 HC Olomouc
- 2017-18 HC Olomouc